# Sils socken
Sils socken i Västergötland ingick i Kinne härad, uppgick 1952 i Götene köping och området ingår  sedan 1971 i Götene kommun, från 2016 inom Kinne-Kleva och Sils distrikt.
Socknens areal var 8,73 kvadratkilometer varav 8,68 land. År 1951 fanns här 51 invånare. Sockenkyrka är sedan 1871 Kinne-Kleva kyrka som ligger i Kinne-Kleva socken. Sils medeltida kyrka revs 1872.

## Administrativ historik
Socknen har medeltida ursprung. 
Vid kommunreformen 1862 övergick socknens ansvar för de kyrkliga frågorna till Sils församling och för de borgerliga frågorna bildades Sils landskommun. Landskommunen uppgick 1952 i Götene köping som 1971 ombildades till Götene kommun. Församlingen uppgick 1992 i Kleva-Sils församling.
1 januari 2016 inrättades distriktet Kinne-Kleva och Sil, med samma omfattning som Kleva och Sils församling hade 1999/2000 och fick 1992, och vari detta sockenområde ingår.
Socknen har tillhört län, fögderier, tingslag och domsagor enligt vad som beskrivs i artikeln Kinne härad. De indelta soldaterna tillhörde Skaraborgs regemente, Höjentorps kompani och Västgöta regemente, Vadsbo kompani.

## Geografi
Sils socken ligger sydost om Kinnekulle kring Göteneån. Socknen är en odlingsbygd.

## Fornlämningar
Fossil åkermark har påträffats.

## Namnet
Namnet skrevs 1397 Siil och kommer från kyrkbyn. Namnet innehåller sannolikt sil, 'sakta framflytande vattendrag' syftande på Göteneåns lopp förbi Silboholm.